# The Red Pillar
The Red Pillar är ett berg i Kanada.   Det ligger i provinsen British Columbia, i den sydvästra delen av landet, 3 700 km väster om huvudstaden Ottawa. Toppen på The Red Pillar är 2 034 meter över havet, eller 561 meter över den omgivande terrängen. Bredden vid basen är 11,9 km.
Terrängen runt The Red Pillar är huvudsakligen bergig, men söderut är den kuperad.Runt The Red Pillar är det mycket glesbefolkat, med 3 invånare per kvadratkilometer.. Det finns inga samhällen i närheten. 
I omgivningarna runt The Red Pillar växer i huvudsak barrskog.